# Bahnstrecke Boston–Fitchburg
| Bahnhof Littleton, 1910. |                                                                |                                                         |                                                         |
| Streckenlänge: | 79,74 km                                                       |                                                         |                                                         |
| Spurweite: | 1435 mm (Normalspur)                                           |                                                         |                                                         |
| Zweigleisigkeit: | Boston–South Acton, Willows–Fitchburg, früher: gesamte Strecke |                                                         |                                                         |
| |                                                                |                                                         |                                                         |
| Gesellschaft: | MBTA                                                           |                                                         |                                                         |
| Mitbenutzungsrecht: | Boston–Willows: PAR, Willows–Fitchburg: PAS                    |                                                         |                                                         |
| \| \| \| Güterverbindungsbahn Boston \| \| \| \| 0,00 \| Boston MA (rechts North Station) \| Boston MA (rechts North Station) \| \| \| \| \| \| \| \| \| Charles River \| \| \| \| \| Alte Strecke nach Lowell \| \| \| \| \| Anschluss Charlestown Navy Yard \| \| \| \| \| \| \| \| \| \| \| \| \| \| ? \| Charlestown MA (Güterbf.) \| Charlestown MA (Güterbf.) \| \| \| \| nach Revere, nach Wilmington Junction, nach Lowell \| \| \| \| \| von East Boston \| \| \| \| \| Verbindung nach Lowell \| \| \| \| \| Strecke Boston–Lowell (urspr. niveaugleich) \| \| \| \| \| nach Allston \| \| \| \| \| Boston Elevated Railway (Somerville Avenue) \| \| \| \| 3,27 \| Union Square (früher Prospect Street) \| Union Square (früher Prospect Street) \| \| \| 4,28 \| Somerville MA \| Somerville MA \| \| \| \| nach Harvard Square \| \| \| \| 5,42 \| Porter Square (früher Cambridge) \| Porter Square (früher Cambridge) \| \| \| \| U-Bahn Boston (Red Line) \| \| \| \| 6,69 \| West Cambridge MA (früher Block Island) \| West Cambridge MA (früher Block Island) \| \| \| \| nach Waltham über Watertown \| \| \| \| \| nach Middlesex Junction \| \| \| \| \| West Cambridge Güterbahnhof \| \| \| \| \| von North Cambridge \| \| \| \| 8,88 \| Hill Crossing \| Hill Crossing \| \| \| 10,35 \| Belmont Center MA \| Belmont Center MA \| \| \| \| Boston Elevated Railway (Trapelo Road) \| \| \| \| 11,89 \| Waverley MA \| Waverley MA \| \| \| 13,37 \| Clematis Brook \| Clematis Brook \| \| \| \| nach Northampton \| \| \| \| 14,90 \| Beaver Brook \| Beaver Brook \| \| \| \| Middlesex and Boston Street Railway (Main Street) \| \| \| \| \| von West Cambridge über Watertown \| \| \| \| 15,87 \| Waltham MA \| Waltham MA \| \| \| \| Middlesex and Boston Street Railway (Moody Street) \| \| \| \| 16,98 \| Riverview \| Riverview \| \| \| 18,49 \| Brandeis-Roberts (früher Roberts) \| Brandeis-Roberts (früher Roberts) \| \| \| \| Interstate 95 \| \| \| \| 19,68 \| Stony Brook \| Stony Brook \| \| \| \| Strecke North Cambridge–Northampton \| \| \| \| 21,18 \| Kendall Green MA \| Kendall Green MA \| \| \| 22,08 \| Hastings MA \| Hastings MA \| \| \| 23,67 \| Silver Hill MA \| Silver Hill MA \| \| \| 26,81 \| Lincoln MA \| Lincoln MA \| \| \| 28,58 \| Baker Bridge \| Baker Bridge \| \| \| 32,27 \| Concord MA \| Concord MA \| \| \| \| Sudbury River \| \| \| \| \| Concord, Maynard and Hudson Street Railway (Main St) \| \| \| \| \| Assabet River \| \| \| \| \| Verbindung nach Lowell \| \| \| \| 35,23 \| West Concord MA (früher Concord Junction) \| West Concord MA (früher Concord Junction) \| \| \| \| Strecke Framingham–Lowell \| \| \| \| \| Verbindung von Lowell \| \| \| \| 40,33 \| South Acton MA (alter Bf.) \| South Acton MA (alter Bf.) \| \| \| \| nach Marlborough \| \| \| \| \| Concord, Maynard and Hudson Street Railway (Main St) \| \| \| \| \| South Acton MA (neuer Bf.) \| \| \| \| 43,08 \| West Acton MA \| West Acton MA \| \| \| 46,56 \| Boxborough MA \| Boxborough MA \| \| \| ca. 48 \| Littleton/Interstate 495 MA \| Littleton/Interstate 495 MA \| \| \| \| Interstate 495 \| \| \| \| 50,65 \| Littleton MA (alter Bf.) \| Littleton MA (alter Bf.) \| \| \| 53,95 \| Willows \| Willows \| \| \| \| von North Chelmsford \| \| \| \| \| Anschluss Ford Motor Co. \| \| \| \| \| Anschluss Pepsi \| \| \| \| \| von North Chelmsford \| \| \| \| 58,02 \| Ayer MA (früher Ayer Junction, Groton Junction) \| Ayer MA (früher Ayer Junction, Groton Junction) \| \| \| \| Verbindung nach Worcester und Rochester \| \| \| \| \| Strecke Worcester–Rochester \| \| \| \| \| nach Greenville \| \| \| \| \| Verbindung von Worcester \| \| \| \| \| Fitchburg and Leominster Street Railway (Main Street) \| \| \| \| \| Nashua River \| \| \| \| 63,47 \| Shirley MA \| Shirley MA \| \| \| \| Industrieanschluss \| \| \| \| \| Fitchburg&Leominster Street Ry. (Leominster-Shirley Rd) \| \| \| \| 67,83 \| Lunenburg MA \| Lunenburg MA \| \| \| \| Güterbahnhof \| \| \| \| 72,97 \| North Leominster MA \| North Leominster MA \| \| \| \| Fitchburg and Leominster Street Railway (Main Street) \| \| \| \| ? \| Güterbahnhof East Fitchburg \| Güterbahnhof East Fitchburg \| \| \| \| Betriebshof der MBTA \| \| \| \| \| North Nashua River \| \| \| \| \| von Sterling Junction \| \| \| \| \| North Nashua River \| \| \| \| 79,74 \| Fitchburg MA \| Fitchburg MA \| \| \| \| nach Greenfield \| \| |                                                                |                                                         |                                                         |
| Strecke quer (außer Betrieb) · Abzweig quer und von rechts (Strecke außer Betrieb) · Strecke quer (außer Betrieb) |                                                                | Güterverbindungsbahn Boston                             | Güterverbindungsbahn Boston                             |
| Kopfbahnhof Streckenanfang (Strecke außer Betrieb) · Strecke (außer Betrieb) · Kopfbahnhof Streckenanfang | 0,00                                                           | Boston MA (rechts North Station)                        | Boston MA (rechts North Station)                        |
| Verschwenkung nach links (Strecke außer Betrieb) · Verschwenkung nach rechts und ehemals nach links (Strecke außer Betrieb) · Verschwenkung nach rechts |                                                                |                                                         |                                                         |
| Brücke über Wasserlauf (Strecke außer Betrieb) · Brücke über Wasserlauf |                                                                | Charles River                                           | Charles River                                           |
| Strecke (außer Betrieb) · Abzweig geradeaus und ehemals nach links |                                                                | Alte Strecke nach Lowell                                | Alte Strecke nach Lowell                                |
| Abzweig geradeaus und von rechts (Strecke außer Betrieb) · Strecke |                                                                | Anschluss Charlestown Navy Yard                         | Anschluss Charlestown Navy Yard                         |
| Abzweig geradeaus und nach halblinks (Strecke außer Betrieb) · Abzweig geradeaus und nach halbrechts |                                                                |                                                         |                                                         |
| Abzweig ehemals geradeaus und von halblinks · Abzweig geradeaus und ehemals von halbrechts |                                                                |                                                         |                                                         |
| Dienststation / Betriebs- oder Güterbahnhof · Dienststation / Betriebs- oder Güterbahnhof | ?                                                              | Charlestown MA (Güterbf.)                               | Charlestown MA (Güterbf.)                               |
| Strecke nach rechts · Strecke |                                                                | nach Revere, nach Wilmington Junction, nach Lowell      | nach Revere, nach Wilmington Junction, nach Lowell      |
| Strecke nach halblinks und von rechts · Verschwenkung nach rechts |                                                                | von East Boston                                         | von East Boston                                         |
| Abzweig geradeaus und ehemals nach rechts |                                                                | Verbindung nach Lowell                                  | Verbindung nach Lowell                                  |
| Kreuzung geradeaus oben (Querstrecke außer Betrieb) |                                                                | Strecke Boston–Lowell (urspr. niveaugleich)             | Strecke Boston–Lowell (urspr. niveaugleich)             |
| Abzweig geradeaus und nach links |                                                                | nach Allston                                            | nach Allston                                            |
| Kreuzung (Querstrecke außer Betrieb) |                                                                | Boston Elevated Railway (Somerville Avenue)             | Boston Elevated Railway (Somerville Avenue)             |
| ehemaliger Haltepunkt / Haltestelle | 3,27                                                           | Union Square (früher Prospect Street)                   | Union Square (früher Prospect Street)                   |
| ehemaliger Haltepunkt / Haltestelle | 4,28                                                           | Somerville MA                                           | Somerville MA                                           |
| Abzweig geradeaus und ehemals nach links |                                                                | nach Harvard Square                                     | nach Harvard Square                                     |
| Haltepunkt / Haltestelle | 5,42                                                           | Porter Square (früher Cambridge)                        | Porter Square (früher Cambridge)                        |
| Kreuzung mit U-Bahn mit Tunnelstrecke |                                                                | U-Bahn Boston (Red Line)                                | U-Bahn Boston (Red Line)                                |
| ehemaliger Bahnhof | 6,69                                                           | West Cambridge MA (früher Block Island)                 | West Cambridge MA (früher Block Island)                 |
| Abzweig geradeaus und nach links |                                                                | nach Waltham über Watertown                             | nach Waltham über Watertown                             |
| Abzweig geradeaus und ehemals nach rechts |                                                                | nach Middlesex Junction                                 | nach Middlesex Junction                                 |
| Dienststation / Betriebs- oder Güterbahnhof |                                                                | West Cambridge Güterbahnhof                             | West Cambridge Güterbahnhof                             |
| Abzweig geradeaus und ehemals von rechts |                                                                | von North Cambridge                                     | von North Cambridge                                     |
| Dienststation / Betriebs- oder Güterbahnhof | 8,88                                                           | Hill Crossing                                           | Hill Crossing                                           |
| Haltepunkt / Haltestelle | 10,35                                                          | Belmont Center MA                                       | Belmont Center MA                                       |
| Kreuzung geradeaus unten (Querstrecke außer Betrieb) |                                                                | Boston Elevated Railway (Trapelo Road)                  | Boston Elevated Railway (Trapelo Road)                  |
| Haltepunkt / Haltestelle | 11,89                                                          | Waverley MA                                             | Waverley MA                                             |
| Dienststation / Betriebs- oder Güterbahnhof | 13,37                                                          | Clematis Brook                                          | Clematis Brook                                          |
| Abzweig geradeaus und ehemals nach rechts |                                                                | nach Northampton                                        | nach Northampton                                        |
| ehemaliger Haltepunkt / Haltestelle | 14,90                                                          | Beaver Brook                                            | Beaver Brook                                            |
| Kreuzung geradeaus unten (Querstrecke außer Betrieb) |                                                                | Middlesex and Boston Street Railway (Main Street)       | Middlesex and Boston Street Railway (Main Street)       |
| Abzweig geradeaus, ehemals nach links und ehemals von links |                                                                | von West Cambridge über Watertown                       | von West Cambridge über Watertown                       |
| Bahnhof | 15,87                                                          | Waltham MA                                              | Waltham MA                                              |
| Kreuzung (Querstrecke außer Betrieb) |                                                                | Middlesex and Boston Street Railway (Moody Street)      | Middlesex and Boston Street Railway (Moody Street)      |
| ehemaliger Haltepunkt / Haltestelle | 16,98                                                          | Riverview                                               | Riverview                                               |
| Haltepunkt / Haltestelle | 18,49                                                          | Brandeis-Roberts (früher Roberts)                       | Brandeis-Roberts (früher Roberts)                       |
| Strecke mit Straßenbrücke |                                                                | Interstate 95                                           | Interstate 95                                           |
| ehemaliger Haltepunkt / Haltestelle | 19,68                                                          | Stony Brook                                             | Stony Brook                                             |
| Kreuzung geradeaus unten (Querstrecke außer Betrieb) |                                                                | Strecke North Cambridge–Northampton                     | Strecke North Cambridge–Northampton                     |
| Haltepunkt / Haltestelle | 21,18                                                          | Kendall Green MA                                        | Kendall Green MA                                        |
| Bahnhof | 22,08                                                          | Hastings MA                                             | Hastings MA                                             |
| Haltepunkt / Haltestelle | 23,67                                                          | Silver Hill MA                                          | Silver Hill MA                                          |
| Bahnhof | 26,81                                                          | Lincoln MA                                              | Lincoln MA                                              |
| ehemaliger Haltepunkt / Haltestelle | 28,58                                                          | Baker Bridge                                            | Baker Bridge                                            |
| Haltepunkt / Haltestelle | 32,27                                                          | Concord MA                                              | Concord MA                                              |
| Brücke über Wasserlauf |                                                                | Sudbury River                                           | Sudbury River                                           |
| Kreuzung geradeaus oben (Querstrecke außer Betrieb) |                                                                | Concord, Maynard and Hudson Street Railway (Main St)    | Concord, Maynard and Hudson Street Railway (Main St)    |
| Brücke über Wasserlauf |                                                                | Assabet River                                           | Assabet River                                           |
| Abzweig geradeaus und ehemals nach rechts |                                                                | Verbindung nach Lowell                                  | Verbindung nach Lowell                                  |
| Haltepunkt / Haltestelle | 35,23                                                          | West Concord MA (früher Concord Junction)               | West Concord MA (früher Concord Junction)               |
| Kreuzung (Querstrecke außer Betrieb) |                                                                | Strecke Framingham–Lowell                               | Strecke Framingham–Lowell                               |
| Abzweig geradeaus und ehemals von rechts |                                                                | Verbindung von Lowell                                   | Verbindung von Lowell                                   |
| ehemaliger Bahnhof | 40,33                                                          | South Acton MA (alter Bf.)                              | South Acton MA (alter Bf.)                              |
| Abzweig geradeaus und ehemals nach links |                                                                | nach Marlborough                                        | nach Marlborough                                        |
| Kreuzung geradeaus oben (Querstrecke außer Betrieb) |                                                                | Concord, Maynard and Hudson Street Railway (Main St)    | Concord, Maynard and Hudson Street Railway (Main St)    |
| Bahnhof |                                                                | South Acton MA (neuer Bf.)                              | South Acton MA (neuer Bf.)                              |
| ehemaliger Bahnhof | 43,08                                                          | West Acton MA                                           | West Acton MA                                           |
| ehemaliger Haltepunkt / Haltestelle | 46,56                                                          | Boxborough MA                                           | Boxborough MA                                           |
| Haltepunkt / Haltestelle | ca. 48                                                         | Littleton/Interstate 495 MA                             | Littleton/Interstate 495 MA                             |
| Strecke mit Straßenbrücke |                                                                | Interstate 495                                          | Interstate 495                                          |
| Dienststation / Betriebs- oder Güterbahnhof | 50,65                                                          | Littleton MA (alter Bf.)                                | Littleton MA (alter Bf.)                                |
| ehemaliger Haltepunkt / Haltestelle | 53,95                                                          | Willows                                                 | Willows                                                 |
| Abzweig geradeaus und von rechts |                                                                | von North Chelmsford                                    | von North Chelmsford                                    |
| Abzweig geradeaus und von links |                                                                | Anschluss Ford Motor Co.                                | Anschluss Ford Motor Co.                                |
| Abzweig geradeaus und nach links |                                                                | Anschluss Pepsi                                         | Anschluss Pepsi                                         |
| Abzweig geradeaus und ehemals von rechts |                                                                | von North Chelmsford                                    | von North Chelmsford                                    |
| Bahnhof | 58,02                                                          | Ayer MA (früher Ayer Junction, Groton Junction)         | Ayer MA (früher Ayer Junction, Groton Junction)         |
| Abzweig geradeaus, nach links und ehemals nach rechts |                                                                | Verbindung nach Worcester und Rochester                 | Verbindung nach Worcester und Rochester                 |
| Kreuzung (Querstrecke außer Betrieb) |                                                                | Strecke Worcester–Rochester                             | Strecke Worcester–Rochester                             |
| Abzweig geradeaus und nach rechts |                                                                | nach Greenville                                         | nach Greenville                                         |
| Abzweig geradeaus und von links |                                                                | Verbindung von Worcester                                | Verbindung von Worcester                                |
| Kreuzung geradeaus unten (Querstrecke außer Betrieb) |                                                                | Fitchburg and Leominster Street Railway (Main Street)   | Fitchburg and Leominster Street Railway (Main Street)   |
| Brücke über Wasserlauf |                                                                | Nashua River                                            | Nashua River                                            |
| Haltepunkt / Haltestelle | 63,47                                                          | Shirley MA                                              | Shirley MA                                              |
| Abzweig geradeaus und nach links |                                                                | Industrieanschluss                                      | Industrieanschluss                                      |
| Kreuzung geradeaus oben (Querstrecke außer Betrieb) |                                                                | Fitchburg&Leominster Street Ry. (Leominster-Shirley Rd) | Fitchburg&Leominster Street Ry. (Leominster-Shirley Rd) |
| ehemaliger Haltepunkt / Haltestelle | 67,83                                                          | Lunenburg MA                                            | Lunenburg MA                                            |
| Dienststation / Betriebs- oder Güterbahnhof |                                                                | Güterbahnhof                                            | Güterbahnhof                                            |
| Bahnhof | 72,97                                                          | North Leominster MA                                     | North Leominster MA                                     |
| Kreuzung geradeaus oben (Querstrecke außer Betrieb) |                                                                | Fitchburg and Leominster Street Railway (Main Street)   | Fitchburg and Leominster Street Railway (Main Street)   |
| Dienststation / Betriebs- oder Güterbahnhof | ?                                                              | Güterbahnhof East Fitchburg                             | Güterbahnhof East Fitchburg                             |
| Abzweig geradeaus und von rechts |                                                                | Betriebshof der MBTA                                    | Betriebshof der MBTA                                    |
| Brücke über Wasserlauf |                                                                | North Nashua River                                      | North Nashua River                                      |
| Abzweig geradeaus und ehemals von links |                                                                | von Sterling Junction                                   | von Sterling Junction                                   |
| Brücke über Wasserlauf |                                                                | North Nashua River                                      | North Nashua River                                      |
| Bahnhof | 79,74                                                          | Fitchburg MA                                            | Fitchburg MA                                            |
| Strecke |                                                                | nach Greenfield                                         | nach Greenfield                                         |

Die Bahnstrecke Boston–Fitchburg ist eine Eisenbahnstrecke in Massachusetts (Vereinigte Staaten). Sie ist 79,74 Kilometer lang und verbindet unter anderem die Städte Boston, Cambridge, Waltham, Concord, Ayer, Leominster und Fitchburg. Die normalspurige Strecke gehört der Massachusetts Bay Transportation Authority (MBTA), die den Personenverkehr auf ihr betreibt. Den Güterverkehr betreiben die Pan Am Railways zwischen Boston und Willows und Pan Am Southern westlich von Willows.

## Geschichte
Kernstück der Strecke ist eine Pferdebahn, die vom heutigen Betriebsbahnhof Somerville in das Zentrum von Charlestown führte. Für ihren Bau erhielt am 9. April 1836 die Charlestown Branch Railroad Company eine Konzession. Die Strecke wurde als zwei Kilometer langer Abzweig von der Bahnstrecke Boston–Lowell gebaut und am 1. Juni 1839 eröffnet. Zunächst betrieb die Nashua and Lowell Railroad die Strecke, ab dem 1. Dezember 1841 die Bahngesellschaft selbst. Im Frühjahr 1842 eröffnete die Gesellschaft eine Verlängerung der Strecke nach West Cambridge. Der Endbahnhof hieß zunächst Block Island. Gleichzeitig wurde der Lokomotivbetrieb aufgenommen. 
Am 3. März 1842 erhielt die Fitchburg Railroad Company eine Konzession für den Bau einer Strecke von Boston nach Fitchburg. Die Gesellschaft wurde am 13. Juli des Jahres aufgestellt. Die Strecke wurde von West Cambridge aus abschnittsweise eröffnet: am 20. Dezember 1843 bis Waltham, am 17. Juni 1844 bis Concord, am 1. Oktober 1844 bis West Acton, ab 30. Dezember 1844 bis Shirley und am 5. März 1845 schließlich bis Fitchburg. Betreiber war anfangs die Charlestown Branch Railroad, ab dem 1. Mai 1844 die Fitchburg Railroad selbst. Die Fitchburg benutzte die Strecke der Charlestown Branch Railroad bis Charlestown mit und pachtete sie am 1. September 1845 schließlich. Sie übernahm damit die Betriebsführung auf der gesamten Strecke. Die Gesellschaften fusionierten am 31. Januar 1846. 
Nun wollte die Bahngesellschaft einen Zugang in die Innenstadt von Boston und baute eine Strecke zur Causeway Street, die am 9. August 1848 in Betrieb ging. Der Endbahnhof lag östlich der Beverly Street, während die Endbahnhöfe der anderen Bahngesellschaften westlich der Kreuzung lagen, dort wo sich heute die Boston North Station befindet. Der kurze Abzweig in die Innenstadt von Charlestown, der Teil des 1839 eröffneten ersten Streckenabschnitts war, diente weiterhin als Hafenanschluss und wurde am 11. November 1863 um etwa 1,3 Kilometer in die Hoosac Tunnel Docks verlängert. 1849 baute die Bahngesellschaft die gesamte Strecke zweigleisig aus. Die Fitchburg Railroad entwickelte sich in den folgenden Jahren zu einer erfolgreichen Bahngesellschaft mit einem Streckennetz, das bis in die US-Bundesstaaten New Hampshire, Vermont und New York reichte. Dennoch pachtete die Boston and Maine Railroad die Gesellschaft 1900 und führte ab dem 1. Juli des Jahres den Betrieb auf der Bahnstrecke. Die Personenzüge wurden nach Einbau entsprechender Gleisverbindungen in die Boston North Station geführt und der 1848 gebaute Endbahnhof stillgelegt.
Ab 1927 verkehrten fast alle durchlaufenden Güterzüge zwischen Hill Crossing und Boston über North Cambridge, dafür fuhren nun jedoch alle Personenzüge auf den Strecken in Richtung Bedford und Northampton bis West Cambridge bzw. Clematis Brook über die Fitchburg-Strecke. Nachdem die Boston&Maine 1960 den Expresszugverkehr auf der Strecke eingestellt hatte, endete 1965 zwischen Ayer und Fitchburg und im Februar 1975 zwischen South Acton und Ayer der Personenverkehr gänzlich. 1976 kaufte die MBTA die Strecke und betrieb den Personenverkehr in eigener Regie. Bereits seit 1965 hatte sie den Vorortverkehr um Boston subventioniert. Die Boston&Maine behielt ein Mitbenutzungsrecht für die Strecke für den Güterverkehr.
Im Januar 1980 eröffnete die MBTA den Personenverkehr wieder auf der Gesamtstrecke. Im gleichen Jahr musste die Güterstrecke über North Cambridge stillgelegt werden, was dazu führte, dass die durchlaufenden Güterzüge nun über Lowell geführt wurden und erst in Willows die Fitchburg-Strecke erreichten. Das zweite Gleis zwischen South Acton und Willows war bereits vorher abgebaut worden. Seit 1983 führt die Guilford Transportation, die seit 2006 unter dem Namen Pan Am Railways firmiert, den Güterbetrieb auf der Strecke, nachdem sie die Boston&Maine übernommen hatte. 2009 gründeten die Pan Am Railways und die Norfolk Southern Railway gemeinsam die Pan Am Southern und übergaben die Betriebsführung des Güterverkehrs von Willows bis Fitchburg an diese Tochtergesellschaft.

## Streckenbeschreibung

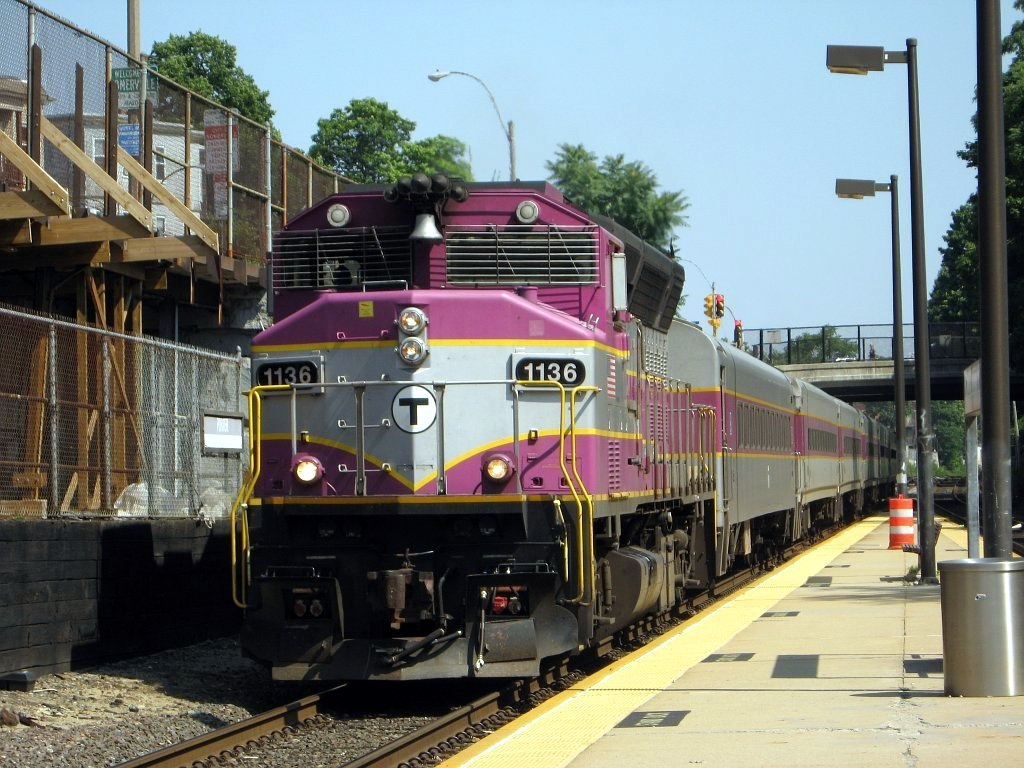
MBTA-Zug Richtung South Acton in Cambridge Porter Square im Juli 2007

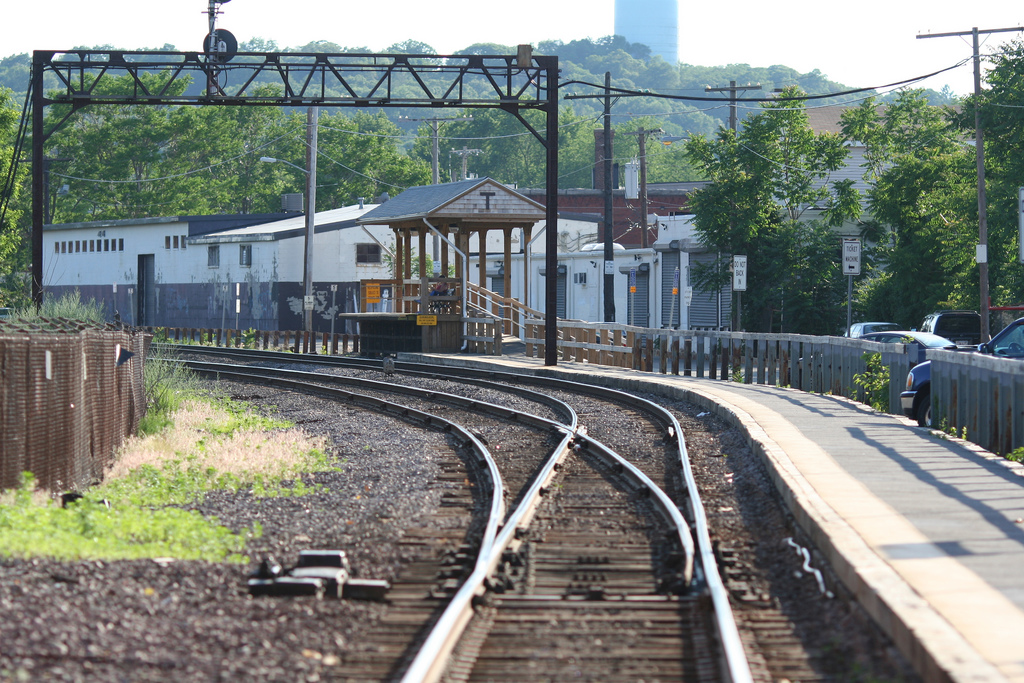
Bahnsteig in Waltham in Richtung Fitchburg.

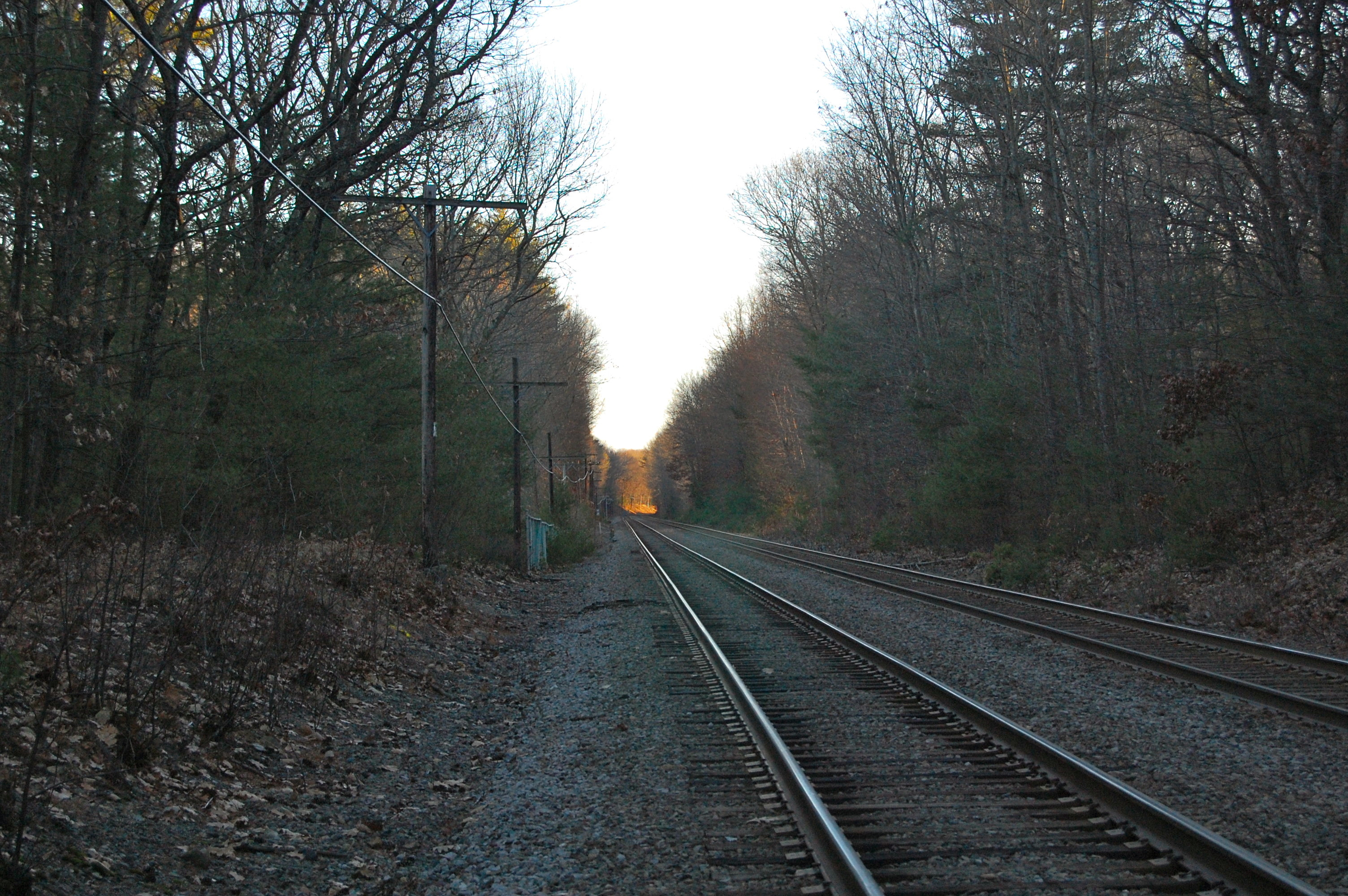
Bahnstrecke in Blickrichtung Boston nahe dem Walden Pond zwischen Lincoln und Concord

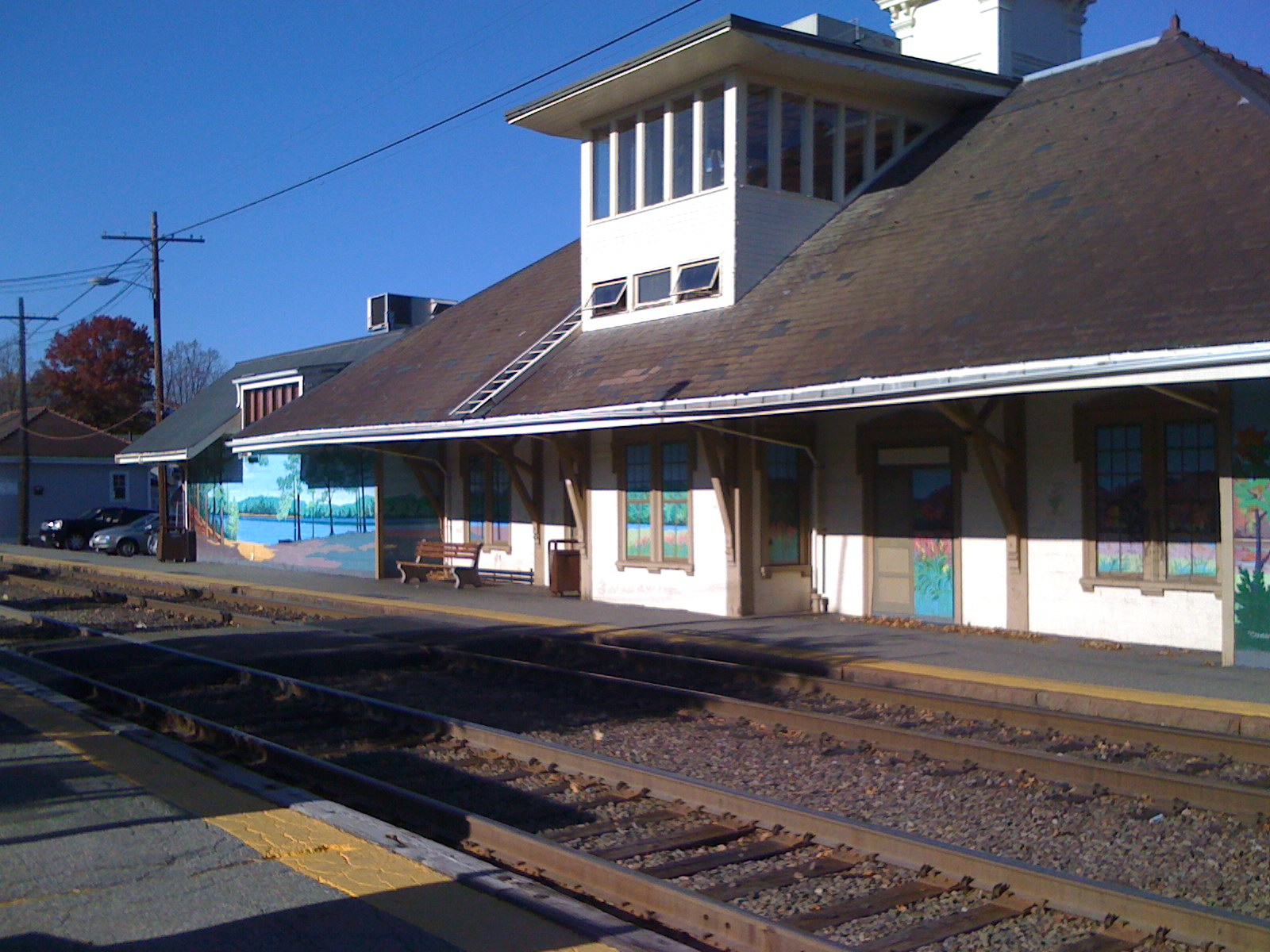
Bahnhof Concord.

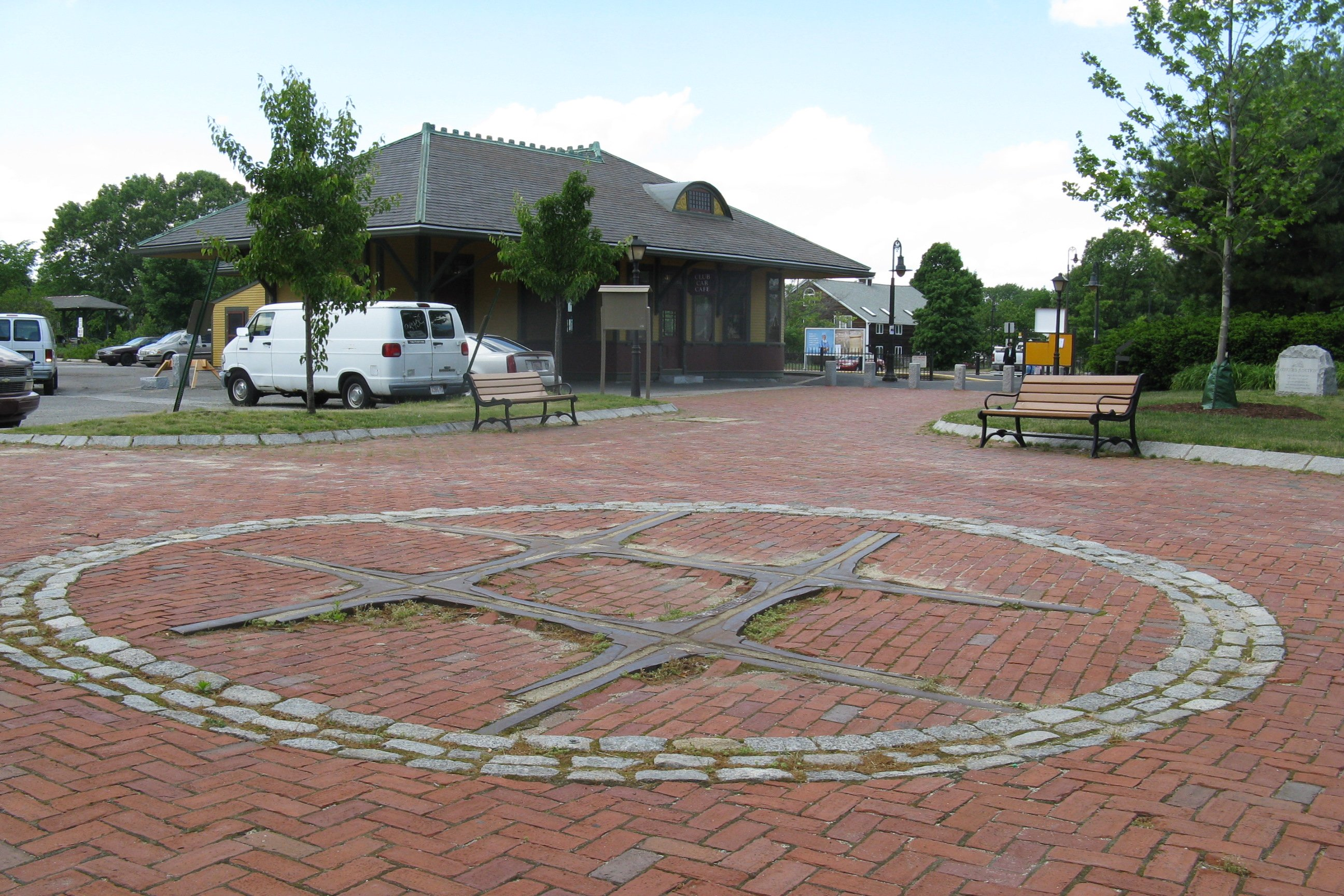
Denkmal der alten Gleiskreuzung von West Concord, der Bahnhof befindet sich im Hintergrund.

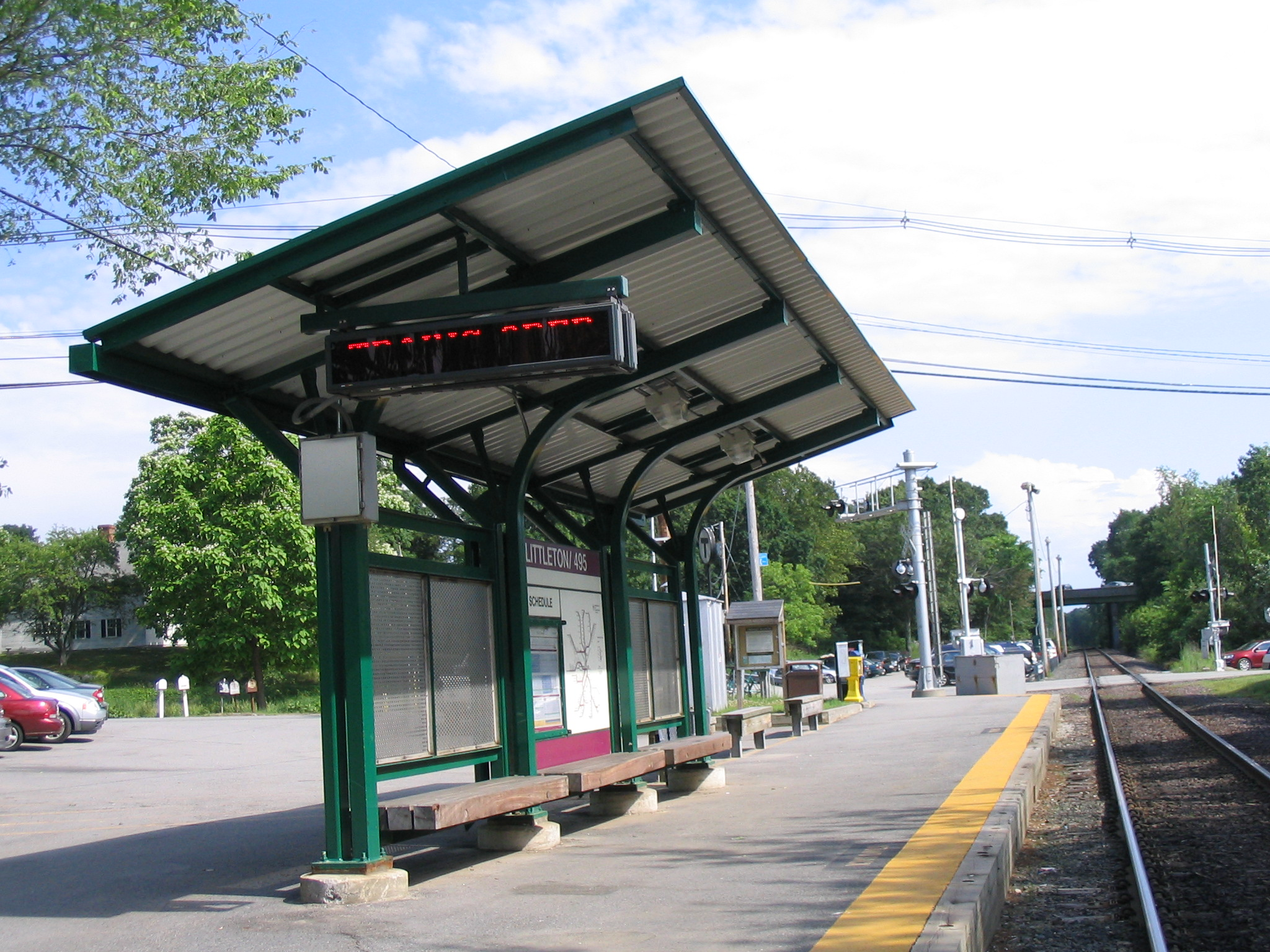
Haltepunkt Littleton/I-495.

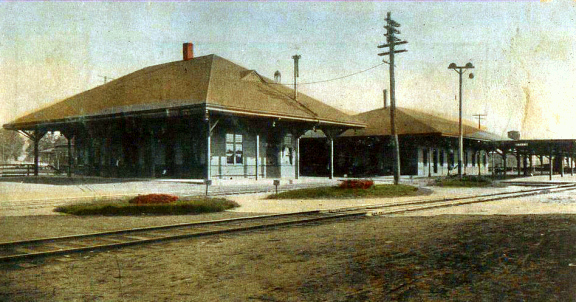
Kreuzungsbahnhof Ayer, 1910.

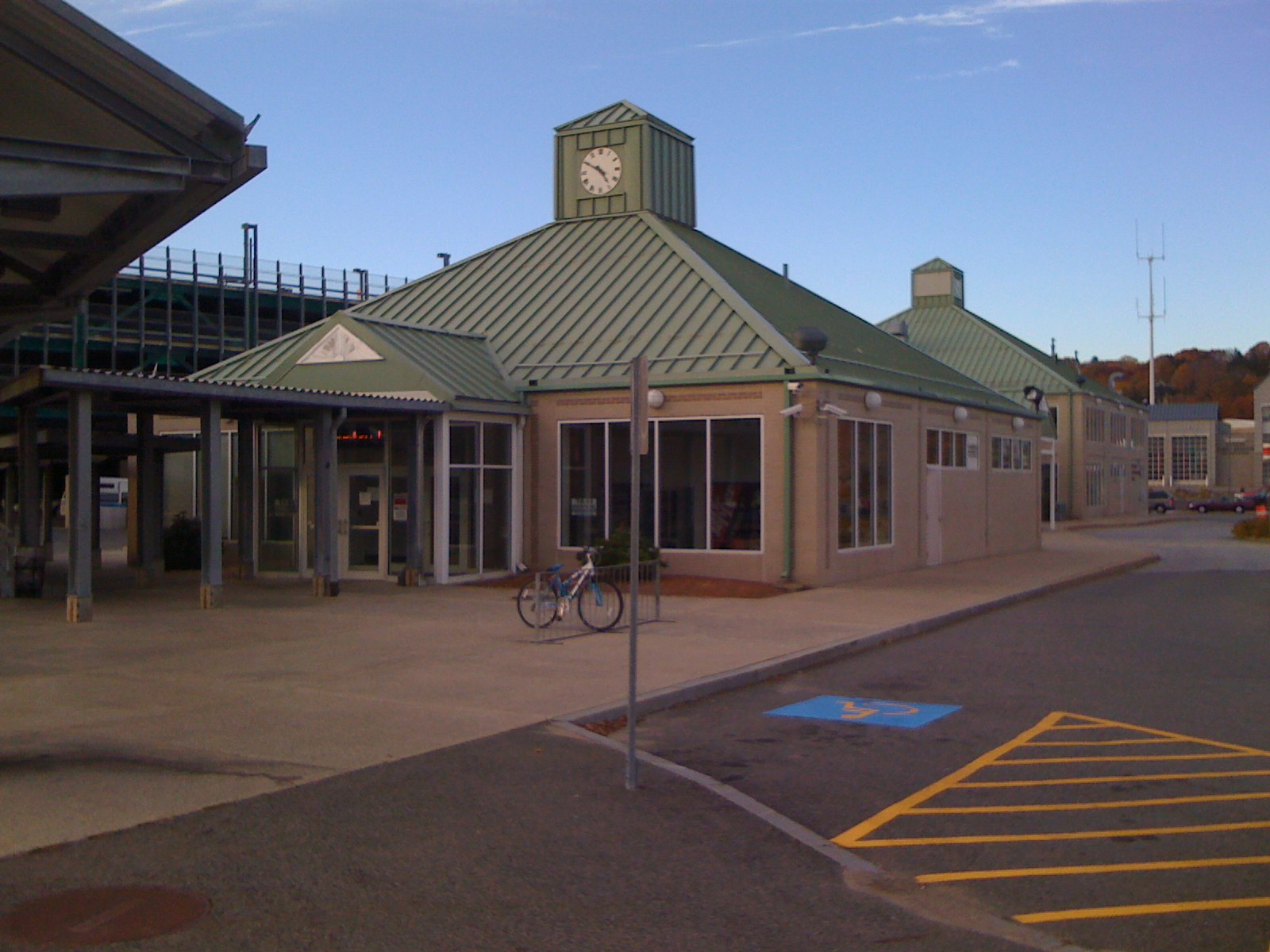
Bahnhof Fitchburg.

Der ursprüngliche, von 1839 bis 1848 betriebene, Endbahnhof der Strecke lag im Zentrum des Bostoner Stadtteils Charlestown am City Square. Der neue Bahnhof in Boston lag nordöstlich der Kreuzung Causeway Street/Beverly Street. Die Strecke führte in nordwestliche Richtung, überquerte den Charles River und mündete in die alte Trasse von 1839 ein, die weiterhin als Hafenanschluss in Betrieb war, aber heute ebenfalls stillgelegt und abgebaut ist. In Höhe des heutigen U-Bahnhofs Community College bog die alte Bahnstrecke nach Westen ab, querte die Hauptstrecken der Eastern Railroad und der Boston and Maine Railroad niveaugleich und etwa anderthalb Kilometer weiter westlich die ursprüngliche Trasse der Boston and Lowell Railroad.
Die Bahnstrecke führt weiter durch die Stadtzentren von Somerville und Cambridge. In Cambridge befindet sich heute der erste Haltebahnhof Porter Square, an dem zur U-Bahn Boston umgestiegen werden kann. Die Station ist als einzige entlang der Strecke mit einem Mittelbahnsteig ausgestattet. Am Bahnhof West Cambridge, der von 1842 bis 1843 Endbahnhof der Strecke war, zweigen zwei Strecken nach Lexington bzw. Watertown ab. Die Bahnstrecke erreicht kurz darauf den früheren Haltepunkt Hill Crossing. Von hier bis Clematis Brook verlief die Bahnstrecke North Cambridge–Northampton unmittelbar neben der Fitchburg-Strecke. Gleisverbindungen wurden erst später eingebaut und schließlich die parallele Strecke stillgelegt und alle Züge über die Fitchburg-Strecke geführt. Die Personenzüge halten in Belmont Center und Waverley, einem Stadtteil von Belmont. Nach der früheren Station Clematis Brook führt die Strecke durch das Stadtzentrum von Waltham. Auf einem kurzen Stück, von östlich der Newton Street bis zum westlichen Teil des Bahnhofs Waltham ist die Strecke eingleisig. Der Personenbahnhof besteht aus zwei Teilen. Zwischen der Elm Street und der Moody Street liegt ein einfacher Haltepunkt im eingleisigen Abschnitt, wo die Züge nach Boston halten. Dieser Haltepunkt liegt im früheren Gleisdreieck, über das die Bahnstrecke West Cambridge–Watertown–Waltham einmündete. Westlich der Moody Street, wo die Bahnstrecke wieder zweigleisig wird, befindet sich ein weiterer Bahnsteig am Streckengleis in Richtung Fitchburg.
Die Strecke führt ein kurzes Stück entlang des Charles River in südwestliche Richtung, biegt dann jedoch in Richtung Nordwesten ab. In der Kurve liegt der Haltepunkt Brandeis-Roberts, der sich noch im Stadtgebiet von Waltham befindet und die Brandeis University sowie den Stadtteil Roberts anbindet. Die von Boston aus durchgehende städtische Bebauung geht hier in eine wesentlich dünner besiedelte ländliche Umgebung über. Zur Blütezeit der Eisenbahn endeten viele Vorortzüge in Roberts. Nahe der Stadtgrenze zu Weston überquert die stillgelegte Bahnstrecke nach Northampton die Trasse auf einer Stahlbrücke, die noch heute vorhanden ist. Daran schließen sich drei Haltepunkte an, die alle im Stadtgebiet von Weston liegen, Kendal Green, Hastings und Silver Hill. In Hastings befinden sich Gleiswechsel, sodass hier Züge enden können. Die Strecke führt weiter durch Lincoln, wo sich der Personenbahnhof an der Lincoln Road befindet. Ein weiterer Haltepunkt Baker Bridge lag weiter nördlich an der Concord Road.
Im weiteren Verlauf passiert die Bahntrasse den Walden Pond und verläuft durch ein ausgedehntes Waldstück nach Concord. Nahe dem Stadtzentrum halten die Personenzüge im Bahnhof Concord an der Thoreau Street. Die Station ist heute nur noch ein Haltepunkt mit den entlang der gesamten Strecke üblichen Seitenbahnsteigen. Die Strecke biegt nach Westen ab, überquert dann den Sudbury River und den Assabet River und erreicht West Concord, wo sich ebenfalls ein Bahnhof befindet. Diese Station war ursprünglich ein Kreuzungsbahnhof, wo die Bahnstrecke Framingham–Lowell niveaugleich kreuzte. Die Kreuzungsstelle lag unmittelbar westlich des Bahnhofsgebäudes der Fitchburg-Strecke. Ein Denkmal auf dem südlichen Bahnhofsvorplatz erinnert heute an diese Gleiskreuzung. Weiter in Richtung Westen führt die Bahnstrecke nun nach Acton. Im früheren Bahnhof South Acton endet heute der zweigleisige Abschnitt der Strecke. Hier zweigt die stillgelegte Strecke nach Marlborough ab. Der Haltepunkt, an dem heute die Personenzüge anhalten, liegt westlich der Main Street. Die Bahn biegt nun wieder nach Nordwesten ab und durchquert West Acton, wo sich früher ein weiterer Personenbahnhof befunden hat.
Die Strecke verläuft nun weiter durch Boxborough und Littleton. In Littleton wird nicht mehr der ursprüngliche Bahnhof bedient, sondern ein Haltepunkt südlich der Stadt nahe der Interstate 495. Am früheren Haltepunkt Willows biegt die Strecke wieder nach Westen ab. In Willows mündet die zweigleisige Bahnstrecke North Chelmsford–Ayer ein, die die Hauptlast des Güterverkehrs in Richtung Maine trägt. Auf dem folgenden Abschnitt bis Ayer fahren täglich zahlreiche Güterzüge, die aus Richtung Maine kommend in Ayer in Richtung Worcester abbiegen, oder über Fitchburg hinaus nach Westen weiterfahren. Von Willows bis Fitchburg ist die Strecke wieder zweigleisig. Die Bahnstrecke von North Chelmsford lag ursprünglich von Willows bis Ayer direkt neben der Fitchburg-Strecke, wurde in diesem Abschnitt jedoch 1946 stillgelegt, und alle Züge wurden über die Fitchburg-Strecke geleitet. Wenige Kilometer weiter ist schließlich der Bahnhof Ayer erreicht, der ursprünglich Groton Junction und dann Ayer Junction hieß. Hier endete neben der Strecke von North Chelmsford auch die Bahnstrecke Ayer–Greenville und es kreuzte niveaugleich die Bahnstrecke Worcester–Rochester, die allerdings nördlich von Ayer stillgelegt ist und heute in einem Gleisdreieck in die Fitchburg-Strecke einmündet. Wie schon in West Concord befand sich auch hier der Personenbahnhof unmittelbar an der Gleiskreuzung, und noch heute halten die Züge innerhalb des Gleisdreiecks an den Seitenbahnsteigen.
Weiter in westliche Richtung durchquert die Bahnstrecke Shirley, wo sich ein weiterer Haltepunkt befindet, passiert die Südspitze des Lake Shirley und biegt in Richtung Südwesten ab. Der Haltepunkt Lunenburg an der Leominster-Shirley Road lag eigentlich bereits im Stadtgebiet von Leominster. Die Trasse verläuft weiter südwestlich, biegt aber kurz vor der Interstate 190 in nordwestliche Richtung ab und führt weiter parallel zu einem Autobahnzubringer. An der Main Street liegt die Station North Leominster, die mit Seitenbahnsteigen ausgestattet ist. Die Strecke überquert im weiteren Verlauf die Stadtgrenze nach Fitchburg, wo sich mehrere Güteranschlüsse und -bahnhöfe befinden. Sie überquert zweimal den North Nashua River und erreicht den Endbahnhof Fitchburg, den auch die Züge auf der hier stillgelegten Bahnstrecke Sterling Junction–Fitchburg genutzt haben. Die Trasse dieser Strecke mündet zwischen den beiden Flussbrücken in die Fitchburg-Hauptstrecke ein. In Fitchburg geht die Strecke in die Bahnstrecke Fitchburg–Greenfield über.

## Personenverkehr
Vor der Eröffnung des Hoosac-Tunnels 1875 verkehrten auf der Strecke nur lokale Personenzüge. 1869 waren dies vier Züge nach Fitchburg, von denen zwei weiter auf der Vermont and Massachusetts Railroad in Richtung Brattleboro bzw. Hoosac Tunnel fuhren. Sonntags fuhr ein zusätzliches Zugpaar nach Fitchburg. Außerdem verkehrte ein Zugpaar nach Groton Junction (Ayer), ein Zugpaar über South Acton nach Marlborough sowie ein Zugpaar nach Concord und eines nach Waltham. Sieben weitere Züge verkehrten von Boston über West Cambridge und Watertown nach Waltham.
1901 fuhren mehrere wichtige Expresszüge über die Strecke, darunter der tägliche Continental Limited nach Chicago und St. Louis. Daneben verkehrten an Werktagen drei weitere Expresszüge nach Chicago sowie einer nach St. Louis und an Sonntagen ein weiterer Zug nach Chicago. Weiterhin bot die Boston&Maine Expresszüge an, die über Fitchburg nach Vermont und Kanada fuhren. Dies waren an Werktagen vier Züge, von denen einer nach Montreal, zwei nach Burlington und einer nach Bellows Falls verkehrte. Sonntags verkehrte nur der Zug nach Montreal. Auch im Vorortverkehr gab es ein umfangreiches Zugangebot auf der Strecke. Werktags verließen die North Station in Boston 53 Personenzüge, die auf die Strecke nach Fitchburg fuhren. Davon bogen 19 in West Cambridge auf die Strecke über Watertown ab, von denen wiederum 12 die Strecke erneut zwischen Waltham und Roberts befuhren. Ein Zug endete in West Cambridge, zehn in Waltham, sechs in Roberts, drei in West Concord, drei in South Acton, zwei in Ayer und fünf in Fitchburg. Ein Zug fuhr über South Acton nach Marlborough, einer über Fitchburg nach Greenfield und zwei nach Troy. Zusätzlich fuhr ein Zug von Ayer nach Troy. Sonntags fuhr neben den Expresszügen ein Zug nach Troy, einer nach Fitchburg, einer nach Ayer, zwei nach South Acton, sowie vier nach Roberts. Daneben fuhren sieben Züge über Watertown nach Roberts.
Nach dem Ersten Weltkrieg und erneut nach der Weltwirtschaftskrise 1929 wurde das Angebot deutlich reduziert. 1932 verkehrte der Minute Man, einer der bekanntesten Expresszüge der Boston&Maine, von Boston nach Chicago. Außerdem fuhren täglich zwei Züge nach Montreal, nämlich der Ethan Allen, der sonntags Green Mountain Flyer hieß, und der Mount Royal. Ein weiterer Expresszug verkehrte werktags nach Rutland in Vermont. Daneben fuhren an Werktagen drei Personenzüge nach Troy, jeweils einer nach Williamstown und Greenfield, fünf (samstags sechs) nach Fitchburg, zwei nach Ayer, zwei nach South Acton, einer über South Acton nach Maynard sowie noch ein einziges Zugpaar über Watertown nach Waltham. Sonntags verkehrten lediglich zwei Personenzüge nach Troy, einer nach Williamstown, zwei nach Fitchburg sowie einer über Watertown nach Waltham.
Nach dem Fahrplan von 2010 bietet die MBTA montags bis freitags 17 Züge an, von denen vier in South Acton endeten. Samstags und sonntags verkehren acht Züge, davon zwei nur bis South Acton.

## Unfälle
Der einzige schwere Unfall auf der Strecke ereignete sich am Abend des 26. Novembers 1905. Der bei nebligem Wetter verspätete Personenzug Boston–Marlborough war gerade am Haltepunkt Baker Bridge abgefahren, als der nachfolgende Montreal Express mit voller Geschwindigkeit auf den Zug auffuhr. Das Lokpersonal des Expresszuges hatte die Signale zur Langsamfahrt nicht gesehen. Durch auslaufendes Öl brach ein Feuer aus, 17 Personen kamen ums Leben.